# No Pads, No Helmets...Just Balls
No Pads, No Helmets...Just Balls é o álbum de estreia da banda canadense de rock Simple Plan. Foi produzido por Arnold Lanni e também pelas gravadoras Lava e Atlantic Records.

## Antecedentes e produção
Em 1993, o vocalista/guitarrista Pierre Bouvier e o baterista Chuck Comeau formaram a banda de punk rock Reset quando ambos tinham 13 anos. O grupo mais tarde faria uma turnê pelo Canadá com nomes como Face to Face, Ten Foot Pole e MxPx. Eles lançaram seu álbum de estreia No Worries em 1997; descontente com a direção musical, Comeau saiu para cursar a faculdade. O Reset lançou seu sucessor, No Limits, em 1999. Mais tarde no ano, Comeau formou uma nova banda com os guitarristas Jeff Stinco e Sebastien Lefebvre. Bouvier estava cansado de ser cantor e guitarrista; ele conheceu Comeau novamente no final de 1999 e se juntou à nova banda deste último. Por algum tempo, Bouvier alternou entre o novo grupo e o Reset, antes de finalmente deixar este último.
O baixista David Desrosiers ocupou brevemente a posição de Bouvier no Reset, o que impressionou Bouvier e Comeau. Desrosiers estava interessado em se juntar a outra banda.
Gravações adicionais foram feitas no Select Sound (em Buffalo, Nova York) e no Studio West (em San Diego, Califórnia) com Angelo Caruso. As sessões duraram de um ano a um ano e meio, concluindo finalmente em fevereiro de 2002.

## Composição
Musicalmente, No Pads, No Helmets...Just Balls foi descrito como pop-punk, atraindo comparações com Blink-182, Good Charlotte e New Found Glory. O tema predominante do álbum gira em torno de ser um pária. O material foi escrito no porão de Comeau; Bouvier disse que eles queriam que cada faixa tivesse "muita potência, energia e cativante".

## Críticas
| Críticas profissionais | Críticas profissionais |
| Avaliações da crítica  | Avaliações da crítica  |
| Fonte                  | Avaliação              |
| ---------------------- | ---------------------- |
| AllMusic               | [ 9 ]                  |
| Exclaim!               | Infavorável            |
| IGN                    | 6/10                   |
| Melodic                | [ 12 ]                 |
| Rolling Stone          | [ 13 ]                 |

No Pads, No Helmets...Just Balls recebeu críticas mistas dos críticos musicais. O crítico da AllMusic, Todd Kristel, abriu seu artigo afirmando que a banda não tinha "nada de novo a dizer, mas pelo menos parece que eles estão se divertindo dizendo isso", sendo "tão cheios de energia e entusiasmo". A banda falha em "inovar e não fica acelerada o tempo todo". Pär Winberg, do Melodic, disse que estava "tão entediado" com os atos de plágio do Blink-182, como o Simple Plan, "tentando ser engraçado na capa com um visual nerd". Embora as faixas fossem "tão boas" e a "produção soberba" de Lanni deu a elas um "impressionante som por toda parte". A "falta de originalidade diminui um pouco a classificação". Stuart Green do Exclaim! disse que o grupo disseminou uma "marca banal e derivada de punk de shopping inofensivo" na linha de New Found Glory e Good Charlotte. Com a ajuda de Lanni, as faixas foram "polidas para um acabamento brilhante que, sem dúvida, encontrará um mercado".

## Faixas
Todas as faixas foram escritas pela banda.
| N.º            | Título                    | Duração |  |
| 1.             | "I'd Do Anything"         | 3:17    |  |
| 2.             | "The Worst Day Ever"      | 3:27    |  |
| 3.             | "You Don't Mean Anything" | 2:28    |  |
| 4.             | "I'm Just a Kid"          | 3:18    |  |
| 5.             | "When I'm with You"       | 2:37    |  |
| 6.             | "Meet You There"          | 4:14    |  |
| 7.             | "Addicted"                | 3:52    |  |
| 8.             | "My Alien"                | 3:08    |  |
| 9.             | "God Must Hate Me"        | 2:44    |  |
| 10.            | "I Won't Be There"        | 3:09    |  |
| 11.            | "One Day"                 | 3:15    |  |
| 12.            | "Perfect"                 | 4:37    |  |
| Duração total: | Duração total:            | 40:36   |  |